# Tommy Adams
Thomas Maurice "Tommy" Adams (ur. 15 stycznia 1980 w Woodbridge) – amerykański koszykarz występujący na pozycji rzucającego obrońcy.
W 2003 roku zaliczył obóz szkoleniowy New York Knicks, a rok później Milwaukee Bucks.

## Osiągnięcia
Na podstawie, o ile nie zaznaczono inaczej.
NCAA
- Uczestnik:
  - rozgrywek Round of 32 turnieju NCAA (2001)
  - turnieju NCAA (2001, 2002)
- Mistrz:
  - turnieju konferencji Mid-Eastern Athletic (MEAC – 2001, 2001)
  - sezonu regularnego MEAC (2001, 2002)
- Koszykarz Roku Konferencji MEAC (2002)[3]
- MOP (Most Outstanding Player) turnieju MEAC (2002)
- Zaliczony do:
  - I składu:
    - konferencji MEAC (2002)
    - turnieju konferencji MEAC (2002)

Drużynowe
- Mistrz Polski (2011)
- Brązowy medalista mistrzostw Polski (2009)[4]
- Uczestnik rozgrywek VTB (2010/11)[5]

Indywidualne
- Lider PLK w skuteczności za 3 punkty (2011)[6]
- Uczestnik konkursu rzutów za 3 punkty PLK (2009)